# Президент Ирландии

Печать президента Ирландии

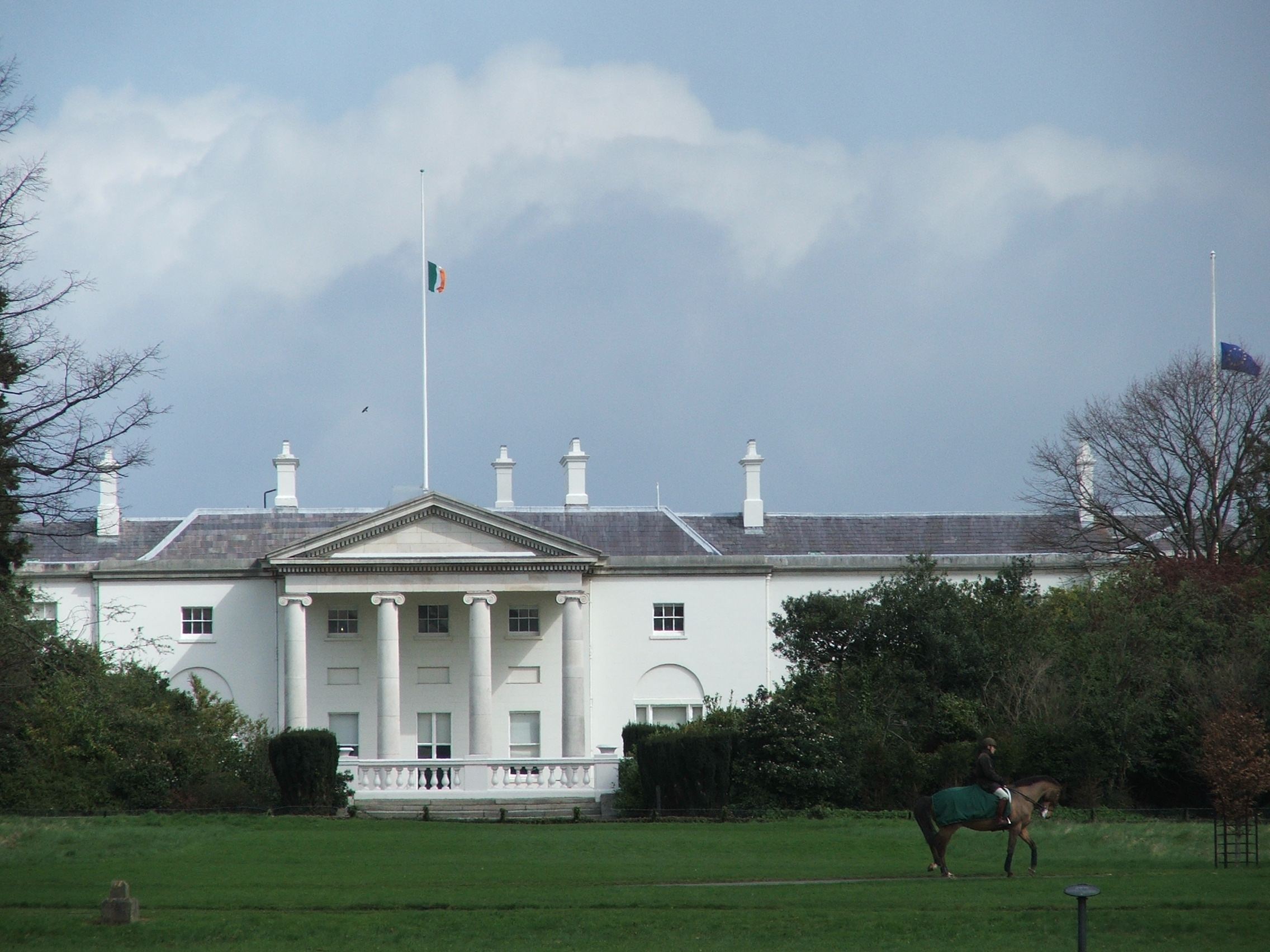
Áras an Uachtaráin — резиденция президента

Президе́нт Ирла́ндии (ирл. Uachtarán na hÉireann, англ. President of Ireland) — глава государства в Ирландии. По конституции Ирландии, принятой на референдуме 1937 года и вступившей в силу 29 декабря 1937 года, вместо представлявшего британского монарха генерал-губернатора был учреждён церемониальный пост президента Ирландии. При этом государство не было провозглашено республикой, и британский монарх продолжал править в качестве короля Ирландского Свободного Государства (англ. Irish Free State, ирл. Saorstát Éireann), а президент Ирландии осуществлял символические функции исключительно внутри страны.
Только по Закону об Ирландии 1948 года, подписанному 21 декабря 1948 года и вступившему в силу 18 апреля 1949 года, в Пасхальный понедельник, в 33-ю годовщину начала Пасхального восстания, страна была провозглашена республикой, получившей наименование Республика Ирландия (ирл. Poblacht na hÉireann, англ. Republic of Ireland). По этому закону международные и дипломатические функции, ранее принадлежавшие монарху, были предоставлены президенту Ирландии, что окончательно установило его статус главы государства. В соответствии с действующими правилами Содружества, декларация создания республики автоматически прекратила её членство в нём.

## Порядок выборов
На пост президента может быть избран гражданин Республики Ирландии, достигший возраста 35 лет. Президент Ирландии избирается всенародным тайным голосованием сроком на 7 лет. Лицо, которое занимает или занимало ранее должность президента, может единожды претендовать на переизбрание на эту должность. Для регистрации кандидат в президенты должен быть номинирован не менее чем 20 членами парламента или не менее чем 4 советами городов или графств. Кроме того, действующий или бывший президент Ирландии, отработавший один срок, имеет право самостоятельно баллотироваться на второй срок. В случае, если имеется только один кандидат, выборы не проводятся и он автоматически вступает в должность.
Президентские выборы должны состояться ровно за шестьдесят дней до даты окончания срока полномочий предшественника, но в случае отрешения президента от должности или в случаях его смерти, отставки, постоянной неспособности выборы должны состояться в пределах шестидесяти дней после подобного события. Вступление президента в должность происходит в день, следующий за днём окончания срока нахождения в должности его предшественника, либо насколько возможно скорее после отрешения его предшественника от должности или его смерти, отставки, стойкой неспособности, — а до этого президентские полномочия исполняет Президентская комиссия в составе Главного судьи (ирл. Príomh-Bhreitheamh na hÉireann, англ. Chief Justice of Ireland), являющегося председателем Верховного суда (ирл. Cúirt Uachtarach na hÉireann, англ. Supreme Court of Ireland), и руководителей обеих палат Парламента (ирл. Oireachtas, «Эрахтас»), — нижней, Дойл Эрен (ирл. Dáil Éireann, англ. Assembly of Ireland), и верхней, Сенад Эрен (ирл. Seanad Éireann, англ. Senate of Ireland).

## Резиденция, обращения, салют
Резиденция президента Ирландии называется Áras an Uachtaráin, находится в Феникс-парке в Дублине. Здание с 92 комнатами первоначально служило летней резиденцией ирландского Лорд-Лейтенанта и резиденцией генерал-губернаторов Ирландского Свободного государства.
Обращения мистер или мадам — не используются, в упоминаниях используется только «президент» или «Его/Её Превосходительство» (англ. His Excellency/Her Excellency, ирл. A Shoilse/A Soilse).
Ирландский президентский салют основан на гимне государства и состоит из его первых четырёх тактов, переходящих в последние пять (исполняется без текста).